# مارتينا فون تراب
مارتينا فون تراب (بالإنجليزية: Martina von Trapp)‏ (17 فبراير 1921 - 25 فبراير 1951) كانت عضوًا في فرقة عائلة تراب وهي الطفلة السابعة لـ جورج فون تراب من زوجته الأولى أجاثا وايتهيد فون تراب، والذين كانت حياتهم مصدر إلهام فيلم ومسرحية صوت الموسيقى.